# Xã Rollin, Michigan
Xã Rollin (tiếng Anh: Rollin Township) là một xã thuộc quận Lenawee, tiểu bang Michigan, Hoa Kỳ. Năm 2010, dân số của xã này là 3.270 người.